# Lidah Kulon
Lidah Kulon is een bestuurslaag in het regentschap Soerabaja van de provincie Oost-Java, Indonesië. Lidah Kulon telt 14.665 inwoners (volkstelling 2010).